# Overmountain Victory National Historic Trail
L'Overmountain Victory National Historic Trail est un sentier de randonnée américain entre la Virginie et la Caroline du Sud. Il est classé National Historic Trail depuis 1980.